# منوچهر دوم
منوچهر دوم در سده دوم میلادی شاه پارس، یک دولت خراجگزار شاهنشاهی اشکانی، بود. او فرزند و جانشین اردشیر سوم بود.